# Kanye West
Ye (/jeɪ/ YAY; tên khai sinh Kanye Omari West /ˈkɑːnjeɪ/ KAHN-yay; 8 tháng 6, 1977) là nam rapper, nhà sản xuất và nhà thiết kế thời trang người Mỹ gốc Phi. Âm nhạc của anh được lấy cảm hứng từ một loạt các thể loại, bao gồm hip hop, soul, baroque pop, Electro, indie rock, synth-pop, công nghiệp và kinh phúc âm.
Sinh ra ở Atlanta và lớn lên ở Chicago, Kanye West lần đầu tiên được biết đến như một nhà sản xuất cho Roc-A-Fella Records vào đầu những năm 2000, sản xuất đĩa đơn cho một số nghệ sĩ chính thống. Có ý định theo đuổi sự nghiệp solo như một rapper, Kanye đã phát hành album đầu tay The College Dropout vào năm 2004 thành công về mặt thương mại lẫn giới phê bình công nhận và thành lập hãng thu âm GOOD Music. Anh đã thử nghiệm nhiều thể loại âm nhạc trong các album phòng thu được hoan nghênh sau đó, bao gồm Late Registration (2005), Graduation (2007) và 808s & Heartbreak (2008). Lấy cảm hứng từ chủ nghĩa tối đa và chủ nghĩa tối giản, tương ứng, album thứ năm của Kanye là My Beautiful Dark Twisted Fantasy (2010) và album thứ 6 Yeezus (2013) cũng là những thành công quan trọng. Anh tiếp tục phát hành The Life of Pablo (2016), Ye (2018) và Jesus Is King (2019). Danh sách các sản phẩm âm nhạc của Kanye West cũng bao gồm album đầy đủ Watch the Throne (2011) và Kids See Ghosts (2018) lần lượt kết hợp với Jay-Z và Kid Cudi.
Quan điểm thẳng thắn của Kanye West và cuộc sống bên ngoài âm nhạc đã nhận được sự chú ý của truyền thông. Anh là đối tượng tranh cãi thường xuyên với những hành động của mình tại các chương trình trao giải, trên phương tiện truyền thông xã hội và trong các môi trường công cộng khác, cũng như nhận xét về ngành công nghiệp âm nhạc và thời trang, chính trị Hoa Kỳ và chủng tộc. Đức tin Kitô giáo cũng như cuộc hôn nhân của anh với nhân vật truyền hình Kim Kardashian cũng là chủ đề được săn đón của giới truyền thông. Là một nhà thiết kế thời trang, anh đã hợp tác với Nike, Louis Vuitton và A.P.C. trên cả quần áo và giày dép, và kết quả nổi bật nhất là sự hợp tác Yeezy với Adidas bắt đầu vào năm 2013. Anh là người sáng lập và người đứng đầu công ty sáng tạo DONDA.
Kanye West là một trong những nghệ sĩ có số lượng album bán chạy nhất thế giới với hơn 140 triệu bản được bán trên toàn cầu. Anh đã giành được tổng cộng 21 giải Grammy, khiến anh trở thành một trong những nghệ sĩ được trao giải nhất mọi thời đại.
Trong số các giải thưởng khác bao gồm Giải thưởng Thành tựu Nghệ sĩ Billboard, một kỷ lục ba giải thưởng Brit cho Nam nghệ sĩ solo quốc tế xuất sắc nhất và Giải Video âm nhạc của MTV (Giải thưởng Michael Jackson Video Vanguard).
Ba trong số các album của anh đã được đưa vào danh sách 500 album hay nhất mọi thời đại của Rolling Stone; cùng một ấn phẩm đã vinh danh Kanye là 1 trong số "100 nhạc sĩ vĩ đại nhất mọi thời đại". Kanye West là người nắm giữ nhiều album nhất (bốn) đứng đầu cuộc thăm dò ý kiến phê bình Pazz & Jop hàng năm. Tạp chí Time đã đưa anh vào danh sách 100 người có ảnh hưởng nhất trên thế giới vào năm 2005 và 2015.

## Tiểu sử
Hầu hết các tiểu sử và thông tin tham khảo đều ghi rằng Kanye West sinh ngày 8 tháng 6 năm 1977 tại Atlanta, Georgia, mặc dù một số nguồn tin cho biết nơi sinh của anh là Douglasville, một thành phố nhỏ phía tây Atlanta. Sau khi cha mẹ li dị khi Kanye mới ba tuổi, anh cùng mẹ chuyển đến Chicago, Illinois.
Cha anh là Ray West, một cựu chiến binh Black Panther (một thành viên của một tổ chức chính trị chiến binh được thành lập ở Mỹ vào năm 1966 để đấu tranh vì quyền của người da màu) và là một trong những phóng viên ảnh da màu đầu tiên tại Tạp chí Atlanta-Hiến pháp. Ray West sau đó là một cố vấn Kitô giáo và vào năm 2006 ông đã mở quán cà phê Good Water Store and Café tại Lexington Park, bang Maryland với vốn khởi nghiệp do con trai hỗ trợ.
Mẹ của West, Tiến sĩ Donda C. (Williams) West, là giáo sư tiếng Anh tại Đại học Clark Atlanta và Chủ tịch Khoa ngôn ngữ Anh tại Đại học Chicago, trước khi nghỉ hưu để làm quản lý. Kanye West lớn lên từ tầng lớp trung lưu, học trường trung học Polaris ở ngoại ô Oak Lawn, Illinois, sau đó sống ở Chicago.
Năm 10 tuổi, Kanye West theo mẹ chuyển đến Nam Kinh, Trung Quốc, lúc đó bà giảng dạy tại Đại học Nam Kinh như một phần của chương trình trao đổi. Theo lời kể của mẹ, Kanye là người nước ngoài duy nhất trong lớp, nhưng hòa nhập tốt và nhanh chóng bắt kịp ngôn ngữ, mặc dù hiện tại anh đã quên gần hết. Khi được hỏi về điểm số của mình ở trường trung học, West trả lời: "Tôi có điểm A và B. Và tôi thậm chí không phải là người đứng đầu"."
Kanye đã chứng minh một mối quan hệ với nghệ thuật ngay từ khi còn nhỏ; anh bắt đầu làm thơ khi lên năm tuổi. Mẹ anh kể lại rằng lần đầu tiên bà nhận thấy thấy niềm đam mê vẽ và âm nhạc của Kanye West khi học lớp 3. West bắt đầu đọc rap từ năm lớp ba và bắt đầu sáng tác nhạc từ năm lớp 7, cuối cùng bán chúng cho các nghệ sĩ khác.
Năm 13 tuổi, Kanye West đã viết một bài hát rap có tên "Green Eggs and Ham" (tựa đề cuốn sách thiếu nhi bán chạy nhất của Dr. Seuss) và thuyết phục mẹ trả tiền để được vào phòng thu âm. Đồng hành cùng anh đến trường quay và mặc dù phát hiện ra đó là "một phòng thu nhỏ dưới tầng hầm" nơi một chiếc micro treo trên trần nhà bằng móc treo quần áo, dù sao thì mẹ của West vẫn ủng hộ và khuyến khích anh.
Kanye West đã có cơ hội gặp nhà sản xuất/DJ No I.D., người mà anh nhanh chóng hình thành một tình bạn thân thiết. No I.D. sớm trở thành cố vấn cho anh và chính từ anh, West đã học được cách tạo sample và program beats sau khi anh nhận được bản thu âm thử đầu tiên vào năm 15 tuổi.:557
Sau khi tốt nghiệp trung học, West nhận được học bổng để theo học Viện Hàn lâm Khoa học và Nghệ thuật Hoa Kỳ tại Chicago năm 1997 và bắt đầu tham gia các lớp học vẽ; Ít lâu sau, anh ghi danh vào Đại học Chicago theo học ngành ngôn ngữ Anh. Kanye đã sớm nhận ra rằng lịch học kín mít trên giảng đường sẽ cản trở sự nghiệp âm nhạc của mình. Đến năm 20 tuổi thì anh đã bỏ dở việc học đại học để theo đuổi giấc mơ âm nhạc. Điều này khiến mẹ anh rất khó chịu, người cũng là giáo sư tại trường đại học. Sau này bà cho biết: "Chuyện đó đã nhắc đi nhắc lại như gõ trống vào đầu tôi rằng đại học là tấm vé cho một cuộc sống tốt... nhưng một số mục tiêu nghề nghiệp không yêu cầu học đại học".
Đối với Kanye để thực hiện một album có tên College Dropout, đó là việc bạn có can đảm để nắm lấy con người của bạn, thay vì đi theo con đường mà xã hội tạo dựng thành công cho bạn. ":558

## Sự nghiệp ca nhạc

### 1996–2003: Khởi nghiệp
Tác phẩm đầu tiên trong sự nghiệp sản xuất âm nhạc của Kanye West là album ra mắt Down to Earth của rapper Grav người Chicago vào năm 1996. West sản xuất 8 ca khúc trong album. Album không thu hút được nhiều sự quan tâm và là album duy nhất được phát hành bởi Grav. West sau đó sớm sản xuất cho những nghệ sĩ tên tuổi hơn. Vào giai đoạn 1998-1999, anh đã sản xuất cho những nghệ sĩ nổi tiếng như Jermaine Dupri, Foxy Brown, Goodie Mob và nhóm Harlem World.
West thực sự đột phá vào năm 2000, khi anh bắt đầu sản xuất cho những nghệ sĩ của Roc-a-Fella Records. Anh đã sản xuất ca khúc được đón nhận rộng rãi của Jay-Z, "This Can't Be Life" trong album The Dynasty: Roc La Familia với nhịp trống được lấy từ ca khúc "Xxplosive" của Dr. Dre. 
Sau bước đầu sản xuất nhạc cho Jay-Z, dấu ấn của West được thể hiện rất rõ nét trong album được đánh giá cao của Jay-Z - The Blueprint, phát hành vào 11/9/2001.
Giai điệu của anh xuất hiện trong ca khúc chủ đề "Izzo (H.O.V.A.)", "Heart of the City (Ain't No Love)" và một ca khúc chế giễu Nas và Mobb Deep có tên "Takeover"; Anh vẫn đang làm việc với Mobb Deep và Nas lúc ca khúc được phát hành.
Sau khi đón nhận thành công tuyệt vời về mặt thương mại và chuyên môn khẳng định được tài năng sản xuất của bản thân trong The Blueprint, Kanye trở thành một nhà sản xuất nổi tiếng trong giới hip-hop, trước cả khi anh được biết đến với tư cách một rapper và một nghệ sĩ solo.
Trong giai đoạn 2002-2003, anh đã sản xuất cho các nghệ sĩ như Nas, Scarface, Talib Kweli, Mos Def, T.I., Ludacris, DMX, và Monica. Anh cũng tiếp tục sản xuất cho những nghệ sĩ của Roc-a-Fella Records và đóng góp 4 bài hát vào album tiếp theo của Jay-Z The Blueprint²: The Gift & the Curse.

## Cuộc sống cá nhân

### Hôn nhân

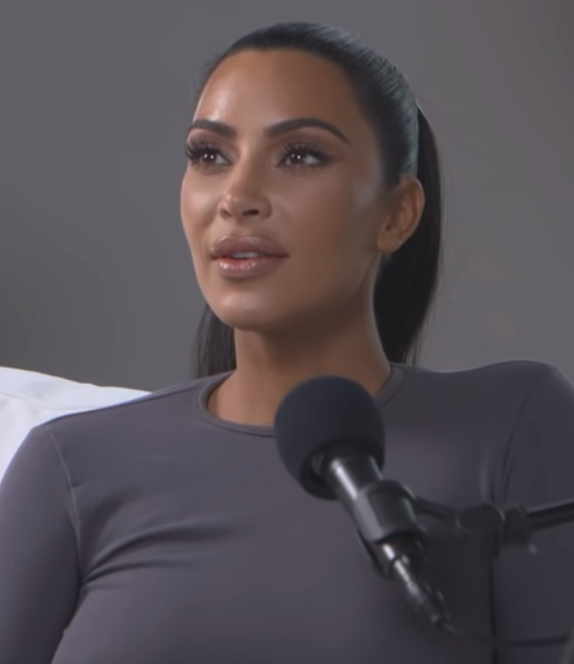
Kim Kardashian, vợ của Kanye West vào tháng 10 năm 2018

Kanye West bắt đầu mối quan hệ chia tay - quay lại nhiều lần với nhà thiết kế Alexis Phifer vào năm 2002 và họ đã đính hôn vào tháng 8 năm 2006. Năm 2008, cặp đôi chia tay sau 18 tháng đính hôn.
Sau đó Kanye hẹn hò với người mẫu Amber Rose từ năm 2008 cho đến mùa hè năm 2010.
Tháng 4 năm 2012, Kanye West bắt đầu hẹn hò với ngôi sao thực tế Kim Kardashian và cũng là người bạn nhiều năm.
Anh và Kim đính hôn vào tháng 10 năm 2013 và kết hôn vào ngày 24 tháng 5 năm 2014 tại Pháo đài Fort di Belvedere ở Florence, Ý.
Buổi lễ riêng của họ đã được đưa tin rộng rãi trên phạm vi chính thống, với Kanye có vấn đề với chân dung của cặp đôi này trên truyền thông. Họ có bốn người con: North "Nori" West (sinh tháng 6 năm 2013), Saint West (sinh tháng 12 năm 2015), Chicago West (sinh tháng 1 năm 2018 bằng phương pháp mang thai hộ), và Psalm West (sinh tháng 5 năm 2019 nhờ mang thai hộ).
Vào tháng 4 năm 2015, hai vợ chồng đã tới Jerusalem để làm lễ rửa tội cho North theo Giáo hội Tông truyền Armenia thuộc Nhà thờ St. James. Kim và 3 con của cô là Saint, Chicago và Psalm đều được rửa tội 4 năm sau đó vào ngày 7 tháng 10 năm 2019 tại Holy Etchmiadzin, nhà thờ mẹ của Giáo hội Armenia.
Lý lịch tầm cỡ của cặp đôi và sự nghiệp tương đương đã dẫn đến mối quan hệ của họ trở thành đối tượng để đưa tin trên phương tiện truyền thông nặng nề;  Thời báo New York  gọi cuộc hôn nhân của họ là "trận bão tuyết lịch sử của người nổi tiếng."
Vào tháng 9 năm 2018, Kanye West tuyên bố rằng anh sẽ chuyển đến Chicago vĩnh viễn và sẽ thành lập trụ sở công ty Yeezy của mình trong thành phố.

### Cái chết của mẹ

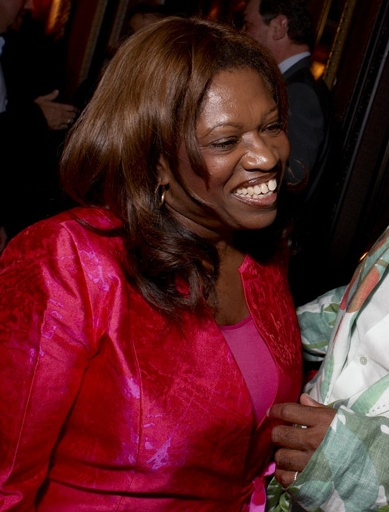
Bà Donda West tháng 8 năm 2007

Vào ngày 10 tháng 11 năm 2007, mẹ của anh, bà Donda West qua đời ở tuổi 58. Vào tháng 1 năm 2008, văn phòng điều tra viên của Quận Los Angeles nói rằng bà Donda West đã chết vì bệnh động mạch vành và nhiều yếu tố hậu phẫu từ, hoặc do hậu quả của việc hút mỡ và phẫu thuật cắt bỏ tuyến vú".
Kanye West đã biểu diễn tại đêm nhạc The O2 ở London vào ngày 22 tháng 11 sau tang lễ của mẹ. Anh đã dành một buổi biểu diễn "Hey Mama", cũng như một bản cover "Journey Stop Believin '" của Journey, cho mẹ của anh ấy, và đã làm như vậy vào tất cả các ngày khác trong chuyến lưu diễn Glow in the Dark của mình.
Thống đốc California Arnold Schwarzenegger sau đó đã ký "Đạo luật Donda West", luật pháp bắt buộc bệnh nhân phải được thông quan y tế thông qua kiểm tra thể chất trước khi trải qua phẫu thuật thẩm mỹ tự chọn.

## Danh sách đĩa nhạc

### Album đơn ca
- The College Dropout (2004)
- Late Registration (2005)
- Graduation (2007)
- 808s & Heartbreak (2008)
- My Beautiful Dark Twisted Fantasy (2010)
- Yeezus (2013)
- The Life of Pablo (2016)
- ye (2018)
- Jesus Is King (2019)
- DONDA (2021)
- VULTURES 1 (2024)
- VULTURES 2 (2024)

### Album hợp tác
- Watch the Throne (2011) (với Jay-Z)
- Cruel Summer (2012) (với GOOD Music)
- Kids See Ghosts (2018) (với Kid Cudi dưới cái tên Kids See Ghosts)

## Danh sách video
- The College Dropout Video Anthology (2004)
- Late Orchestration (2005)

## Danh sách phim
- We Were Once a Fairytale (2009)
- Runaway (2010)
- Cruel Summer (2012)
- Keeping Up with the Kardashians (2012–hiện tại)

## Giải thưởng và đề cử
- Tính đến năm 2020, West có trong tay 22 giải Grammy, khiến anh trở thành một trong những nghệ sĩ sở hữu nhiều giải này nhất mọi thời đại.[52]
- About.com xếp Kanye West hạng 8 trong danh sách "50 nhà sản xuất Hip-Hop xuất sắc nhất" của họ.[53]
- Billboard xếp Kanye West hạng 3 trong danh sách "10 nhà sản xuất của thập kỉ".[54]
- West đồng thời cũng có tên trong danh sách "100 người có ảnh hưởng nhất thế giới" của tạp chí Time, cũng như trong một vài danh sách thường niên của Forbes.[55]
- Trong danh sách năm 2012 "500 album xuất sắc nhất mọi thời đại" của mình, tạp chí Rolling Stone xếp album The College Dropout của West vào vị trí thứ 298, Late Registration vào vị trí thứ 118 và My Beautiful Dark Twisted Fantasy vào vị trí thứ 353.[56]